# Сент-Сесіль-д'Андорж
Сент-Сесі́ль-д'Андо́рж (фр. Sainte-Cécile-d'Andorge) — муніципалітет у Франції, у регіоні Окситанія, департамент Гар. Населення — 550 осіб (01.01.2021).
Муніципалітет розташований на відстані близько 530 км на південь від Парижа, 75 км на північ від Монпельє, 60 км на північний захід від Німа.

## Історія
До 2015 року муніципалітет перебував у складі регіону Лангедок-Русійон. Від 1 січня 2016 року належить до нового об'єднаного регіону Окситанія.

## Демографія
Динаміка населення (INSEE ):
Розподіл населення за віком та статтю (2006):
| Стать | Всього | До 15 років | 15-24 | 25-44 | 45-64 | 65-85 | Понад 85 |
| --- | ------ | ----------- | ----- | ----- | ----- | ----- | -------- |
| Чоловіки | 248    | 32          | 20    | 68    | 64    | 56    | 8        |
| Жінки | 292    | 32          | 24    | 72    | 72    | 84    | 8        |
| \| Статево-вікова піраміда \| Статево-вікова піраміда \| Статево-вікова піраміда \| \| ----------------------- \| ----------------------- \| ----------------------- \| \| Чоловіки \| Вік \| Жінки \| \| 8 \| 85 + \| 8 \| \| 8 \| 80-84 \| 32 \| \| 4 \| 75-79 \| 12 \| \| 4 \| 70-74 \| 16 \| \| 40 \| 65-69 \| 24 \| \| 8 \| 60-64 \| 20 \| \| 20 \| 55-59 \| 12 \| \| 16 \| 50-54 \| 32 \| \| 20 \| 45-49 \| 8 \| \| 16 \| 40-44 \| 24 \| \| 28 \| 35-39 \| 12 \| \| 12 \| 30-34 \| 24 \| \| 12 \| 25-29 \| 12 \| \| 12 \| 20-24 \| 8 \| \| 8 \| 15-20 \| 16 \| \| 0 \| 10-14 \| 4 \| \| 24 \| 5-9 \| 16 \| \| 8 \| 0-4 \| 12 \| |        |             |       |       |       |       |          |
| Статево-вікова піраміда |        |             |       |       |       |       |          |
| Чоловіки | Вік    | Жінки       |       |       |       |       |          |
| 8 | 85 +   | 8           |       |       |       |       |          |
| 8 | 80-84  | 32          |       |       |       |       |          |
| 4 | 75-79  | 12          |       |       |       |       |          |
| 4 | 70-74  | 16          |       |       |       |       |          |
| 40 | 65-69  | 24          |       |       |       |       |          |
| 8 | 60-64  | 20          |       |       |       |       |          |
| 20 | 55-59  | 12          |       |       |       |       |          |
| 16 | 50-54  | 32          |       |       |       |       |          |
| 20 | 45-49  | 8           |       |       |       |       |          |
| 16 | 40-44  | 24          |       |       |       |       |          |
| 28 | 35-39  | 12          |       |       |       |       |          |
| 12 | 30-34  | 24          |       |       |       |       |          |
| 12 | 25-29  | 12          |       |       |       |       |          |
| 12 | 20-24  | 8           |       |       |       |       |          |
| 8 | 15-20  | 16          |       |       |       |       |          |
| 0 | 10-14  | 4           |       |       |       |       |          |
| 24 | 5-9    | 16          |       |       |       |       |          |
| 8 | 0-4    | 12          |       |       |       |       |          |

## Економіка
2010 року серед 363 осіб працездатного віку (15—64 років) 262 були активними, 101 — неактивною (показник активності 72,2%, у 1999 році було 63,5%). З 262 активних мешканців працювало 226 осіб (128 чоловіків та 98 жінок), безробітними було 36 (18 чоловіків та 18 жінок). Серед 101 неактивної 21 особа була учнем чи студентом, 39 — пенсіонерами, 41 була неактивною з інших причин.

У 2010 році в муніципалітеті нараховувалося 240 оподаткованих домогосподарств, у яких проживали 518,0 особи, медіана доходів виносила 15 639 євро на одного особоспоживача

## Галерея зображень

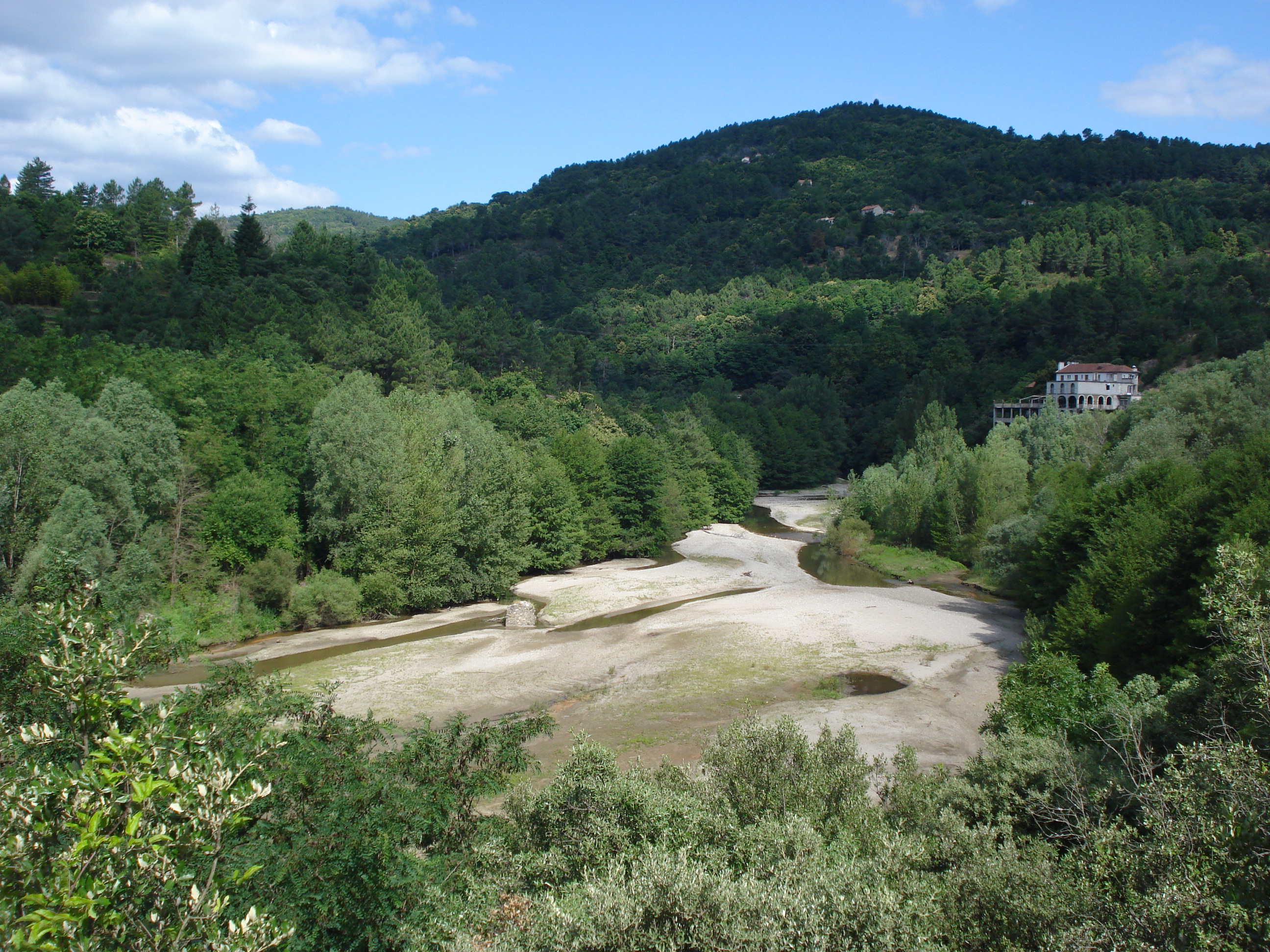
Гірський потік Аль біля Сент-Сесіль-д'Андорж
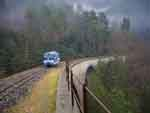
Віадук над річкою Андорж